# Бендерский, Александр Петрович
Александр Петрович Бендерский (1869—?) — русский военный  деятель, полковник  (1915). Герой Первой мировой войны.

## Биография
В 1892 году после окончания Уманского училища земледелия и садоводства вступил в службу. В 1894 году после окончания Николаевского кавалерийского училища  произведён в корнеты гвардии выпущен в Драгунский лейб-гвардии полк. В 1898 году произведён в поручики гвардии,  в 1902 году  в штабс-ротмистры гвардии. В 1906 году после окончания Офицерской кавалерийской школы произведён в ротмистры гвардии.
С 1913 года взводный командир полуэскадрона Николаевской военной академии. С 1914 года участник Первой мировой войны, прикомандирован к Драгунскому лейб-гвардии полку. В 1915 году произведён в полковники с назначением штаб-офицером Тверского 16-го драгунского полка.
Высочайшим приказом от 10 ноября 1914 года за храбрость награждён Георгиевским оружием :
Числящемуся по гвардейской кавалерии, взводному офицеру полуэскадрона при Императорской Николаевской военной академии, прикомандировано к лейб-гвардии Драгунскому полку, Александру Бендерскому за то, что 25-го августа 1914 года с разведывательным эскадроном пробрался через сторожевое расположение противника, находясь затем в его район, доставил оттуда ценные сведения о противнике

## Награды
- Орден Святого Станислава 3-й степени (ВП 1907)
- Орден Святой Анны 3-й степени (ВП 1911)
- Орден Святого Станислава 2-й степени (ВП 06.12.1913)
- Орден Святой Анны 2-й степени с мечами (ВП 26.10.1914)
- Георгиевское оружие (ВП 10.11.1914)
- Орден Святого Владимира 4-й степени с мечами и бантом (ВП 16.12.1916)
- Орден Святого Владимира 3-й степени с мечами (ВП 14.02.1917[2])